# Den otroliga vandringen
Den otroliga vandringen är en amerikansk långfilm från 1993 av Walt Disney Pictures, baserad på romanen med samma namn av Sheila Burnford. En tidigare film med denna titel spelades in redan 1963 och en uppföljare (Den otroliga vandringen 2 – På rymmen i San Francisco) kom 1996. Filmen regisserades av Duwayne Dunham.

## Handling
Filmen handlar om de tre husdjuren Shadow, Sassy och Chance som beger sig på sitt livs äventyr från Kalifornien till San Francisco efter att, vad de tror, blivit övergivna av familjen.
Familjen Burnford består av Bob Seaver (Robert Hays), Laura Burnford (Kim Greist), Shadow, den gamle och vise Golden Retrievern som ägs av äldsta barnet Peter Burnford (Benj Thall), Sassy, den smarta Birmakatten som ägs av dottern Hope (Veronica Lauren) och Chance, den olydige American Bulldogen som ägs av yngste sonen Jamie Burnford (Kevin Chevalia).
Chance, som levt sitt liv som gatuhund men blivit tillfångatagen av hundfångare och hamnat på hundgård, där familjen adopterade honom, ser inte nöjet med att ha en familj och ställer gärna till med oreda. 
Filmen börjar med Bobs och Lauras bröllop, där Chance tuggar i sig bröllopstårtan inför alla gästerna. Efter bröllopet måste familjen tillfälligt åka iväg och djuren lämnas hos Kate (Jean Smart) ute på landet. Det dröjer inte länge förrän Shadow och Sassy börjar sakna sina ägare Peter och Hope, samtidigt så ser Chance sin chans att utforska och ha riktigt kul och bryr sig inte om att ha blivit lämnad av familjen. När Kate sedan själv måste åka iväg med sina hästar till nytt bete, lämnar hon över passningen och en lapp åt sin granne Frank (Gary Taylor), men det dröjer innan han dyker upp.
Känslan över att ha blivit övergivna griper tag i djuren, Shadow anar att något är fel, Peter skulle aldrig överge honom så här länge om något inte hindrade honom. Han ser sin chans att fly från gården för att leta reda på Peter. Sassy och Chance vill inte bli lämnade kvar, så tillsammans ger de sig av. Shadow är fast besluten över att deras hem bara är över kullen, men väl vid kullen tornar ett landskap, så mäktigt som det bara kan vara, upp framför dem. Fast beslutna över att komma hem och hitta sin familj, ger de sig ut över Sierra Nevadas klippiga landskap, en vandring förbi vilda forsar, farliga vattenfall, pumor, björnar och annat som gör resan både svår och äventyrlig.
Allting för att hitta hem.

## Rollista
| Karaktär              | Originalskådespelare | Svensk Dubbning 1993 |
| --------------------- | -------------------- | -------------------- |
| Shadow                | Don Ameche           | Stig Grybe           |
| Sassy                 | Sally Field          | Gunilla Åkesson      |
| Chance                | Michael J. Fox       | Martin Timell        |
| Peter Burnford        | Benj Thall           | Robert Andersson     |
| Hope Burnford         | Veronica Lauren      | Ida Nolemo           |
| Jamie Seaver          | Kevin Chevalia       | Johan Halldén        |
| Bob Seaver            | Robert Hays          | Ulf Peder Johansson  |
| Laura Burnford-Seaver | Kim Greist           | Myrra Malmberg       |
| Kate                  | Jean Smart           | Liza Öhman           |